# شیرین داوید
باربارا شیرین داویداویسیوس (به آلمانی: Barbara Shirin Davidavicius) مشهور به شیرین دیوید خواننده، ترانه‌نویس، یوتیوبر و وبلاگ نویس آلمانی است.
وی یکی از چهار داور، مسابقه استعداد یابی صدای آلمان بود.
از معروفترین ترانه‌های وی شکم پا کون است.

## زندگی‌نامه
شیرین از پدر ایرانی و مادر لیتوانیایی در شهر هامبورگ به دنیا آمد. او یک خواهر کوچکتر از خودش دارد. او از یک مدرسه اپرای آواز، رقص و بازیگری در هامبورگ فارغ‌التحصیل شد. شیرین در برلین زندگی می‌کند.
او دارای دو میلیون و هشتصد هزار مخاطب در کانال یوتوب و بالای ششصد میلیون بازدید است که بین صد کانال برتر رتبه‌بندی آلمان قرار دارد. همچنین به دلیل تعداد عمل‌های جراحی زیبایی که قبل از تولد ۳۰ سالگی خود انجام داده بود، مورد انتقاد مکرر قرار گرفت

## حرفه
در سال ۲۰۱۵ او با آهنگی به نام شما مرا دوست ندارید (به آلمانی Du liebst mich nicht) نوشته آدو کوجو شناخته شد و آهنگش در لیست ۱۰ آهنگ برتر چارت آلمان و اتریش قرار گرفت. این ترانه حاوی یک نمونه از آهنگ اصلی و با عنوانی مشابه می‌باشد که توسط رپر آلمانی سابرینا ستلر در سال ۱۹۹۷ اجرا شده بود.
او در سال ۲۰۱۷ پس از این که در شوی استعدادیابی آلمانی با عنوان Deutschland sucht den Superstar توسط مجریان قضاوت شد در آلمان مشهورتر گردید.
در ژانویه ۲۰۱۹ نخستین آلبومش با نام orbit منتشر شد. با دومین آلبومش به نام Gib ihm او به مقام اول در آلمان دست یافت.
در یوتیوب فعالیت دارد و به علاوه بر زمینه‌های بازیگری و مدلینگ به عنوان خواننده، در برنامه سوپر استار آلمان نیز شرکت می‌کند و همچنین در زمینه موسیقی نیز فعالیت می‌کند.

## ترانه‌شناسی
آلبوم‌های استودیویی
| نام آلبوم                   | سال انتشار | تعداد ترانه‌های متشکل |
| --------------------------- | ---------- | -------------------- |
| Supersize                   | ۲۰۱۹       | ۱۲                   |
| \| عوضی‌ها به رکوردهای رپ \| | ۲۰۲۱       | ۱۵                   |
| عوضی‌ها به رکوردهای رپ       |            |                      |

### تک آهنگ‌ها
| نام ترانه      | سال انتشار | دستاوردها                              |
| -------------- | ---------- | -------------------------------------- |
| Orbit          | ۲۰۱۹       | ۴ هفته پخش و رتبه ۵ جدول آلمان و اتریش |
| با من پرواز کن | ۲۰۲۰       |                                        |
| Gib ihm        | ۲۰۱۹       | + ۴۳۰٫۰۰۰ فروش                         |
| Bauch Beine Po | ۲۰۲۳       | رتبه ۱ جدول پخش آلمان و اتریش          |
| On Off         | ۲۰۱۹       | + ۲۱۵٫۰۰۰ فروش                         |

## فیلم‌شناسی
فیلم‌های سینمایی
| سال  | نام                    | نقش              | وضعیت     |
| ---- | ---------------------- | ---------------- | --------- |
| ۲۰۱۵ | Fack ju Göhte 2        | دختری در ایستگاه | نقش کوتاه |
| ۲۰۱۵ | سالاد سیب زمینی - نپرس | هاینک            |           |

تلویزیون
| سال  | نام                          | نقش        | وضعیت           |
| ---- | ---------------------------- | ---------- | --------------- |
| ۲۰۱۷ | آلمان به دنبال سوپراستار است | داور       | فصل چهاردهم     |
| ۲۰۲۱ | چه کسی نمایش را می‌دزدد       | شرکت کننده | فصل دوم         |
| ۲۰۲۳ | مسابقه درگ                   | داور مهمان | فصل یک          |
| ۲۰۲۳ | صدای آلمان                   | داور اصلی  | داور فصل سیزدهم |

## جوایز
- 2017: "YouTube"
- ۲۰۱۹: " جایزه افتخاری "

ستاره‌های عطر
- ۲۰۱۸: «جایزه تماشاگران زنان» (برای Created by the Community)

بامبی
- ۲۰۱۹: «ستاره تیرانداز»

براوو اتو
- ۲۰۲۰: «هیپ هاپ ملی» (برنز)[۷]
- ۲۰۲۱: «هیپ هاپ ملی» (نقره)[۸]

جوایز Hiphop.de
- ۲۰۲۳: «سازنده سال»

جوایز اینفلوئنسر آلمانی
- ۲۰۲۲: "موسیقی (MEGA)"

جایزه بازاریابی برلین
- ۲۰۲۳: «جایزه افتخاری»